# 황개미
황개미는 개미과에 속하는, 개미의 한 종이다. 황개미는 중앙유럽에서 가장 흔한 개미중의 하나이며 아시아와 북아프리카에서도 발견되지만, 아메리카에서 황개미의 위치는 근연종 작은눈황개미가 차지하고 있다.
. 여왕은 7~9mm이며 수개미는 3~4mm이고 일개미는 2~4mm이다. 색은 이름대로 황색에서 연한 갈색이며, 생식개미들은 조금더 색이 짙다.
이 종은 주로 목초지와 잔디밭의 지하에서 살아간다. 둥지는 흔히 높이 자란 풀들에 덮이지만, 풀줄기 사이의 반쯤 허물어진 작은 둔덕으로 둥지의 존재가 드러나기도 한다. 진딧물이 뿌리를 빨아먹은 끝에 그 부분의 잔디나 정원의 풀들이 고사하여 개미집의 존재가 드러나게 된다.
황개미는 둥지 안에서 기르는 뿌리진딧물에게서 감로를 받아먹는다. 황개미가 기르는 이 진딧물들은 특히 뿌리를 먹고 단물을 낸다. 진딧물은 겨울에 개미한테 먹히기도 한다. 이러한 먹이 습성으로 인해, 황개미는 먹이를 찾기 위해 둥지 바깥으로 자주 나갈 필요가 없다. 이러한 지하생활의 증거로, 고동털개미 등의 근연종에 비해 몸에 색소가 부족하며 눈이 상대적으로 작다.. 성격이 소심하여 침입자에 대응하기 위해 개미굴을 단순히 막아버리기도 한다.
황개미의 공주개미, 수캐미는 7월, 8월의 따뜻한 낮과 저녁 무렵에 볼 수 있다. 이 때는 유시충들을 목격할 수 있는 드문 시기 중 하나이며, 일개미들은 둥지의 입구를 열어제껴 어린 날개미들을 둥지 바깥으로 몬다. 다수의 여왕이 군체를 세우는 경우가 흔하다. (pleometrosis) 후에 최초의 일개미가 등장하면 군체를 세운 여왕들은 단 하나의 여왕이 남을 때까지 싸운다. (monogyne). 하지만 이 종은 하나의 중 안에 다수의 여왕개미가 공존할 수도 있다고 알려져 있으며, 여왕개미들이 다수의 서로 연결된 둥지로 흗어지면 규모가 일개미 250,000 마리까지 성장할 수 있다..